# Izpušni plin
Izpušni ali dimni plini se sproščajo kot posledica zgorevanja goriv kot so: zemeljski plin, bencin, dizelsko gorivo, kurilno olje, premog, komunalni odpadki, les, biomasa idr.
V atmosfero se odvajajo preko izpušnih cevi, vertikalnih dimnih naprav ali pogonskih šob.

## Sestava
Največji del zgorevanja predstavlja dušik (N2), vodna para (H20), (razen pri gorivih s čistim ogljikom), ogljikov dioksid (razen pri gorivih brez ogljika); ti niso strupeni ali zdravju škodljivi, čeprav naj bi v določenih študijah potrdili, da gre za toplogredni plin, ki povzroča globalno segrevanje.
Razmeroma majhen del zgorevalnega plina predstavlja ogljikov monoksid (CO), ki je glavni produkt nepopolnega zgorevanja, ogljikov vodik (pravilno označen kot CxHy, na testih o emisijah je običajno prikazan kot HC) iz nezgorelega goriva, dušikov oksid (NOx) iz visokih temperatur zgorevanja, ozon (03), trdi delci (predvsem saje).

## Vrste

### Motorji na prisilni vžig
Pri motorjih na prisilni vžig s popolnim zgorevanjem, goriva vključujejo nitrometan in vsebujejo hlape dušikove kisline, ki ob vdihavanju povzročajo mišično reakcijo, zaradi česar je nemogoče dihati. Ljudje izpostavljeni hlapom morajo nositi plinske maske.

### Dizelski motorji
Pri dizelskih motorjih se razmere razlikujejo od motorjev na prisilni vžig, saj moč neposredno nadzira dovod goriva, namesto dovod zraka.
Ko motor teče z nizko močjo, je dovolj kisika, da se gorivo vžge, tako dizelski motorji, ko tečejo pod obremenitvijo proizvajajo samo še večje količine ogljikovega monoksida. Izpuh dizelskih motorjev je znan po svojem značilnem vonju, vendar je tega vonja zadnja leta v Veliki Britaniji veliko manj (ker dizelsko gorivo postaja dražje), ker so žveplo odstranili iz olj v naftni rafineriji.
Izpušni plini dizelskega goriva so pomemben vir atmosferskih saj, drobnih delcev in nanodelcev.

### Plinsko-turbinski motorji
Pri letalskih plinskih motorjih je temperatura izpušnega plina (EGT) primarno merilo zdravja motorjev. Po navadi je EGT primerljiv s primarno navedbo moči motorja, imenovan »koeficient tlaka motorja« (EPR). Na primer: pri polni moči EPR bo največja dovoljena meja EGT. Ko motor doseže to mejo EGT, je za odpravo težave potrebno posebno vzdrževanje. Znesek EGT pod mejo se imenuje EGT stopnja. Stopnja EGT motorja bo največja, ko je nov ali predelan. Večina letalskih prevoznikov ta podatek spremlja tudi na daljavo, preko službe za vzdrževanje ACARS.

### Reaktivni motorji motorji in raketni motorji
V reaktivnih in raketnih pogonih se izpušni plini iz pogonskih šob kažejo kot šok diamanti.

### Od kurjenja premoga
- dimni plini
- dimni plini, ki nastanejo ob zgorevanju fosilnih goriv

### Parni stroji
Pri parnem stroju, kjer je izpuh para, je tako nizek pritisk, da v današnjih časih ne bi koristil.

## Drugo

### Zmanjšanje onesnaževanja
Emisijski standardi so osredotočeni na onesnaževanje z izpušnimi plini iz vozil, kot iz industrijskih dimnikov in drugih izpušnih virov iz različnih industrijskih obratov, kot so rafinerije nafte, predelovalni obrati zemeljskega plina, petrokemični obrati in kemični proizvodni obrati. Ena od prednosti napredne parne tehnologije je, da proizvajajo manjše količine škodljivih snovi (dušikovih oksidov) kot bencinski in dizelski motorji z enako močjo. Zaradi bolj učinkovitega zgorevanja proizvajajo večje količine ogljikovega dioksida, vendar manj ogljikovega monoksida.